# Gekraagde baardkoekoek
De gekraagde baardkoekoek (Bucco capensis) is een vogel uit de familie baardkoekoeken (Bucconidae).

## Kenmerken
Het donsachtige verenkleed, dat bij beide geslachten gelijk is, heeft aan de bovenzijde bruine en aan de onderzijde witte onderdelen, alsmede een brede borstband. De vogel heeft kleine poten en een oranje snavel. De lichaamslengte bedraagt 21 cm en het gewicht 55 gram.

## Verspreiding en leefgebied
Deze standvogel komt voor in Zuid-Amerika in vochtige laaglandbossen van zuidoostelijk Colombia tot oostelijk Peru, Venezuela, de Guiana's, noordelijk Brazilië en noordwestelijk Bolivia.

## Status
De grootte van de populatie is niet gekwantificeerd maar de soort wordt omschreven als tamelijk algemeen. Op de Rode lijst van de IUCN heeft deze soort de status niet bedreigd.